# Harvey Elliott
Pour les articles homonymes, voir Elliott.
Harvey Elliott, né le 4 avril 2003 à Londres, est un footballeur anglais qui évolue au poste d'ailier droit ou milieu offensif au sein du club anglais du Liverpool FC.

## Biographie
Né dans Londres à Lewisham, Harvey Elliott grandi dans le quartier de Fulham commençant à jouer au football avec les Queens Park Rangers avant de rejoindre le Fulham FC. Il est en parallèle scolarisé au Coombe Boys' School (en) à New Malden, où son encadrement fait alors déjà état d'un élève à la personnalité charismatique, avec en plus de ses qualités sportives, une forte disposition pour les arts dramatiques.

### Carrière en club

#### Fulham FC
Le 25 septembre 2018, alors qu'Elliot n'a que 15 ans, il fait ses débuts professionnels avec Fulham en coupe de la ligue anglaise. Il est alors considéré un des meilleurs espoirs du football anglais. Il devient ainsi le plus jeune joueur de l'histoire de son équipe et de la compétition, succédant au joueur de Leicester Ashley Chambers (en), certains médias parlant également de lui comme l'un des plus jeunes joueurs à débuter dans le football anglais dans l'absolu. Il entre en jeu à la 81e minute lors de cette victoire 1-3 sur le terrain du Millwall FC.
Il devient de fait quelques mois plus tard le plus jeune joueur à débuter dans le championnat anglais, battant le record de précocité de Matthew Briggs en entrant en jeu lors de la défaite contre Wolverhampton le 4 mai 2019.

#### Liverpool FC
Après cette première saison et ses records, la presse annonce l'intérêt de plusieurs grands clubs pour le jeune joueur, dont le RB Leipzig, Manchester City, le Real Madrid ou encore le PSG. C'est néanmoins au Liverpool FC, alors champion d'Europe en titre, que le jeune joueur annonce sa signature le 28 juillet 2019, au sein d'un club qu'il supportait dans sa jeunesse.
Le 14 août 2019 il est laissé sur le banc des remplaçants lors de la finale de la Supercoupe d'Europe remportée aux tirs au but, 7-6, par son équipe face à Chelsea.
Le 25 septembre 2019, il joue son premier match avec Liverpool en étant titularisé face au MK Dons lors d' un troisième tour de Coupe de la Ligue (2-0 pour le club de la Mersey). Le 30 octobre il est titulaire et joue toute la rencontre face à Arsenal lors d' un troisième tour d'EFL Cup (5-5 puis 10-9 aux tirs au but).
Le 17 décembre 2019, il est titulaire en quarts de finale de coupe de la Ligue face à Aston Villa. Lors de cette rencontre les joueurs de Liverpool sont majoritairement inexpérimentés, en effet la finale de la Coupe du monde des clubs a lieu quatre jours plus tard. Les Reds ont donc envoyés leur équipe réserve (composée de joueurs de moins de 23 ans). Néanmoins il fait le déplacement à Doha et est mis sur le banc pour la finale remportée 1-0 par ses coéquipiers.
Il fait ses débuts en Premier League le 2 janvier 2020 contre Sheffield United. Quelques jours plus tard il est titularisé par Jürgen Klopp lors du derby contre Everton en FA Cup, remporté par un Liverpool rajeuni, avec Elliot, Curtis Jones, Neco Williams ou encore Pedro Chirivella en figures de proue,.
Le 4 février 2020, il est titularisé pour la rencontre du quatrième tour de FA Cup contre Shrewsbury Town, remportée 1-0 par ce qui est alors la plus jeune équipe de l'histoire de Liverpool, aux côtés de joueurs comme Neco Williams, Leighton Clarkson ou Curtis Jones.
Vu comme un des joueurs les plus prometteurs du Liverpool FC, ses dirigeants prévoient déjà de lui faire signer un contrat jusqu'en 2023, dès qu'il aura 17 ans, et ce alors que Fulham réclame encore une somme entre 7 et 10 millions de livres, en compensation de ce qui semblait être un transfert libre à l'été 2019,.

### En sélection
En 2018, après avoir connu plusieurs sélections dans les catégories inférieures la même année, Harvey Elliot est sélectionné pour un ensemble de matchs amicaux avec les moins de 17 ans le 5 octobre 2018.
Il participe ensuite aux qualifications pour l'euro des moins de 17 ans 2019, étant titulaire lors du premier match gagné 5-2 contre la Suisse le 21 mars 2019.

## Style de jeu
Ailier, capable d'évoluer à gauche comme à droite, il apparaît à l'aube de sa carrière comme possédant la plupart des qualités susceptibles d'en faire un joueur de relief à son poste : rapide, bon dribbleur, technique, avec une bonne lecture du jeu, il possède également un tir puissant, pouvant s'exprimer sur coup de pied arrêté,.

## Statistiques détaillées
| Saison                | Club                    | Championnat           | Championnat | Championnat | Championnat | Coupe nationale | Coupe nationale | Coupe nationale | Coupe de la Ligue | Coupe de la Ligue | Coupe de la Ligue | Supercoupe | Supercoupe | Supercoupe | Compétition(s) continentale(s) | Compétition(s) continentale(s) | Compétition(s) continentale(s) | Compétition(s) continentale(s) | Total | Total | Total |
| Saison                | Club                    | Division              | M.          | B.          | P.d.        | M.              | B.              | P.d.            | M.                | B.                | P.d.              | M.         | B.         | P.d.       | Comp.                          | M.                             | B.                             | P.d.                           | M.    | B.    | P.d.  |
| 2018-2019             | Fulham FC               | Premier League        | 2           | 0           | 0           | -               | -               | -               | 1                 | 0                 | 0                 | -          | -          | -          | -                              | -                              | -                              | -                              | 3     | 0     | 0     |
| 2019-2020             | Liverpool FC            | Premier League        | 2           | 0           | 0           | 3               | 0               | 0               | 3                 | 0                 | 0                 | -          | -          | -          | C1                             | -                              | -                              | -                              | 8     | 0     | 0     |
| 2020-2021             | Liverpool FC            | Premier League        | -           | -           | -           | -               | -               | -               | 1                 | 0                 | 0                 | -          | -          | -          | C1                             | -                              | -                              | -                              | 1     | 0     | 0     |
| 2021-2022             | Liverpool FC            | Premier League        | 6           | 0           | 0           | 3               | 1               | 0               | 1                 | 0                 | 0                 | -          | -          | -          | C1                             | 1                              | 0                              | 0                              | 11    | 1     | 0     |
| 2022-2023             | Liverpool FC            | Premier League        | 32          | 1           | 2           | 3               | 2               | 0               | 2                 | 0                 | 0                 | 1          | 0          | 0          | C1                             | 8                              | 2                              | 0                              | 46    | 5     | 2     |
| 2023-2024             | Liverpool FC            | Premier League        | 34          | 3           | 7           | 3               | 1               | 1               | 6                 | 0                 | 0                 | -          | -          | -          | C3                             | 10                             | 0                              | 4                              | 53    | 4     | 12    |
| 2024-2025             | Liverpool FC            | Premier League        | 18          | 1           | 2           | 2               | 0               | 0               | 3                 | 1                 | 1                 | -          | -          | -          | C1                             | 5                              | 3                              | 0                              | 28    | 5     | 3     |
| 2025-2026             | Liverpool FC            | Premier League        | 0           | 0           | 0           | -               | -               | -               | -                 | -                 | -                 | 1          | 0          | 0          | C1                             | -                              | -                              | -                              | 1     | 0     | 0     |
| Sous-total            | Sous-total              | Sous-total            | 93          | 5           | 11          | 14              | 4               | 1               | 16                | 1                 | 1                 | 2          | 0          | 0          | -                              | 24                             | 5                              | 4                              | 149   | 15    | 17    |
| 2020-2021             | Blackburn Rovers (prêt) | Championship          | 42          | 7           | 13          | 1               | 0               | 0               | 1                 | 0                 | 0                 | -          | -          | -          | -                              | -                              | -                              | -                              | 44    | 7     | 13    |
| Total sur la carrière | Total sur la carrière   | Total sur la carrière | 140         | 12          | 24          | 15              | 4               | 1               | 17                | 1                 | 1                 | 2          | 0          | 0          | -                              | 24                             | 5                              | 4                              | 198   | 22    | 30    |

## Palmarès

### En club
| Liverpool FC (8) |
| --- |
| Premier League (2) : - Champion en 2020 et 2025. - Vice-champion en 2022 - Coupe d'Angleterre (1) : - Vainqueur : 2022. - Coupe de la Ligue anglaise (2) : - Vainqueur : 2022 et 2024. - Finaliste en 2025 - Supercoupe de l'UEFA (1) : - Vainqueur : 2019. - Coupe du monde des clubs (1) : - Vainqueur : 2019. - Community Shield (1) : - Vainqueur : 2022. - Finaliste : 2020. - Ligue des champions - Finaliste : 2022. |

### En sélection nationale
- Angleterre espoirs
  - Vainqueur du championnat d'Europe espoirs en 2023 et 2025.

### Distinctions personnelles
- Meilleur joueur du championnat d'Europe espoirs en 2025[22]